# Старков, Владислав Андреевич
Владислав Андреевич Старков (28 февраля 1940, Томск — 4 декабря 2004, Москва) — советский и российский журналист и медиамагнат. Главный редактор газеты «Аргументы и факты».

## Биография
Родился 28 февраля 1940 года в Томске в семье военнослужащего, в 1945—1948 годах семья проживала в Австрии, затем в Ростове-на-Дону.
В 1962 году после окончания Ростовского института сельскохозяйственного машиностроения по специальности «инженер-электронщик» устроился работать инженером вычислительного центра Гидрометеоцентра СССР в Москве и проработал до 1973 года.
В 1973 году заочно окончил факультет журналистики Ростовского государственного университета по специальности журналист.
В 1973—1977 годах — корреспондент Московского радио, в 1977—1979 годах — старший научный сотрудник издательства «Знание», в 1979—1980 годах — заведующий редакцией издательства «Международные отношения».
С 1980 года — главный редактор газеты «Аргументы и факты» (в то время она представляла собой бюллетень для партийных пропагандистов), которая со временем стала одной из наиболее значительных газет в СССР. Во время перестройки вступил в конфликт с властями страны, но благодаря поддержке общественности не был уволен с должности главного редактора.
В 1990—1993 годах — Народный депутат Российской Федерации.
В 2001 году продал свою долю акций издательского дома «Аргументы и факты» компании «Промсвязькапитал», после чего был назначен шеф-редактором издательского дома.
Скончался на 65-м году жизни 4 декабря 2004 года в Москве после продолжительной тяжёлой болезни. Похоронен на Троекуровском кладбище.

## Награды
- Благодарность Президента Российской Федерации (25 июля 1996 года) — за активное участие в организации и проведении выборной кампании Президента Российской Федерации в 1996 году[2].